# Chotutice
Chotutice é uma comuna checa localizada na região da Boêmia Central, distrito de Kolín.